# Reino Hamádida
O Reino Hamádida foi um reino do Magrebe fundado pela dinastia berbere dos hamádidas ou Banu Hamade (em árabe: بنو حماد; romaniz.: Banū Ḥammād; em tifinague: ⴰⵢⵜ ⵃⴻⵎⵎⴰⴷ; romaniz.: Āït Ḥammād) que pertenciam à confederação tribal dos sanhajas que reinou no Magrebe Central (parte do que é hoje a Argélia) de 1015 a 1152. A dinastia foi fundada por Hamade ibne Bologuine por secessão da dinastia zírida devido a disputas familiares. Desapareceu a seguir à conquista do Magrebe Central pelos almóadas.

## História
Hamade ibne Bologuine, filho do fundador da dinastia zírida, Bologuine ibne Ziri, declarou-se independente dos Zíridas, reconhecendo a legitimidade dos califas abássidas de Bagdade. Em 1016, depois de pouco menos de dois anos de conflito, é concluído um acordo com os Zíridas, mas estes só em 1018 é que reconhecem a autoridade dos hamádidas.
A capital hamádida começa por ser Alcalá, tendo mudado para Bugia quando foi ameaçada pelo Banu Hilal. Os hamádidas tornaram Bugia uma das cidades mais prósperas do Magrebe e do Mediterrâneo e os seus palácios inspirariam a Alhambra de Granada.[carece de fontes?] As incursões dos Banu Hilal, enviados pelo Califado Fatímida a partir de 1052, enfraqueceram muito a dinastia, que acabaria definitivamente com a chegada dos almóadas. 
Os hamádidas conquistaram aos Berberes ifrânidas de Tremecém várias cidades importantes, como Setife, Constantina e Massila, antes de serem atacados pelos Banu Hilal. Numa primeira fase, os Ifrenidas foram aliados políticos dos hamádidas, mas depois aliaram-se aos Banu Hilal. O Reino de Tremecém, que tinha permanecido nas mãos dos Ifrenidas, foi conquistado por esta coligação, com a derrota de Abu Soda, o último emir ifrenida, em 1058.
O terceiro emir almorávida Iúçufe ibne Taxufine (r. 1071–1106) atacou os Ifrenidas, os magrauas e todos os Zenetas. Conquistou Salé, na costa ocidental de Marrocos, aos Ifrenidas e matou Laguate, casando-se depois com uma das suas ex-mulheres, uma zeneta de nome Zainebe. Iúçufe ibne Taxufine prossegue depois com as suas conquistas a norte, tomando Fez em 1075, Tremecém em 1080, que entretanto estava de novo nas mãos dos Ifrenidas, e depois Icósio (Argel). Os Almorávidas só pararam o seu avanço nas fronteiras dos Zíridas e dos hamádidas, tendo acabado por ser derrotados pelo emir hamádida Almançor (r. 1088–1105), sendo obrigados a retirar para o Magrebe Ocidental (atual Marrocos).
Segundo outras fontes, os Almorávidas foram vencidos pelos hamádidas em 1102, tendo abandonado Tremecém e Achir. Segundo outra versão, Nácer ibne Alanas (r. 1062–1088) matou o seu primo Bologuine, tornando-se o emir hamádida, e reconquista Achir, N'Gaous, Miliana, Constantina, Argel e Hâmeza em 1063.
Apesar dos avanços dos Banu Hilal, o Reino Hamádida conheceu grande prosperidade durante o reinado de Almançor. Este monarca reforçou as suas tropas Sanhajas e Zenetas com mercenários árabes para lutar contra os Almorávidas, a quem tomou Tremecém em 1102 ou 1103. Reconquistou também Anaba e Constantina aos Zíridas e subjugou revoltas berberes. Depois dele, o poderio hamádida não pára de declinar. O seu filho Abdalazize (r. 1105–1121/1222 ou 1124/1125) ainda logra conquistar Jerba e repelir os Árabes da região de Hodna, mas o seu filho Iáia (r. 1221/1122 ou 1224/1225–1152), de quem se dizia que só se interessava por caça e por mulheres, não conseguiu impedir um ataque dos Genoveses contra Bugia em 1136 e foi ainda menos capaz de travar a invasão dos almóadas que acabou com o seu reino.

## Emires hamádidas
| Nome                     | Reinado                     | Observações                                                                                     |
| ------------------------ | --------------------------- | ----------------------------------------------------------------------------------------------- |
| Hamade ibne Bologuine    | 1015–1052                   | Filho do fundador da dinastia zírida, Bologuine ibne Ziri, declarou-se independente dos Zíridas |
| Alcaide ibne Hamade      | 1028–1054                   | Filho de Hamade, cognominado Xarife Adaulá ("nobreza da dinastia")                              |
| Almocine ibne Alcaide    | 1054–1055                   | Filho de Alcaide; morto por Bologuine ibne Maomé                                                |
| Bologuine ibne Maomé     | 1055–1062                   | Primo de Almocine, ascende ao trono matando o seu primo                                         |
| Nácer ibne Alanas        | 1062–1088                   | Primo de Bologuine ibne Maomé, ascende ao trono matando o seu primo                             |
| Almançor ibne Nácer      | 1088–1105                   | Filho de Nácer                                                                                  |
| Badis ibne Almançor      | 1105                        | Filho de Almançor, morre poucos meses depois de ascender ao trono                               |
| Abdalazize ibne Almançor | 1105–1121/1122 ou 1124/1125 | Filho de Almançor e irmão de Badis                                                              |
| Iáia ibne Abdalazize     | 1121/1122 ou 1124/1125–1152 | Filho de Abdalazize, abdicou em 1152 e morreu em 1163                                           |